# Jonny Hayes
Jonathan Hayes, född 9 juli 1987, är en irländsk fotbollsspelare som spelar för Aberdeen.

## Klubbkarriär
Den 17 juni 2017 värvades Hayes av Celtic, där han skrev på ett treårskontrakt. I juni 2020 återvände Hayes till Aberdeen, där han skrev på ett tvåårskontrakt. I mars 2022 förlängde Hayes sitt kontrakt i Aberdeen med ett år.

## Landslagskarriär
Hayes debuterade för Irlands landslag den 25 mars 2016 i en 1–0-vinst över Schweiz, där han blev inbytt i den 61:a minuten.